# Magnus Cort Nielsen
Magnus Cort Nielsen, né le 16 janvier 1993 à Bornholm (Danemark), est un coureur cycliste danois. Il a notamment remporté six étapes du Tour d'Espagne, deux du Tour de France et une du Tour d'Italie.

## Biographie

### Jeunesse et carrière amateur
Magnus Cort Nielsen naît le 16 janvier 1993 sur l'île de Bornholm. Il y dispute sa première course cycliste à 12 ans, avec son père,, puis court au Bornholms Cycle Club. Jusqu'en catégorie junior, il court notamment en VTT. Il est ainsi champion du Danemark en catégorie moins de 17 ans. Il pratique aussi le duathlon et le triathlon. Il effectue sa scolarité dans deux établissements associant sport et études : le cykelcollege de Nykøbing Falster puis l'école sportive de Vejle (Vejle Idrætsefterskoles).
En 2010, en catégorie junior, il est champion de Danemark de VTT, et participe au championnat d'Europe de VTT (25e) et aux Jeux olympiques de la jeunesse (8e). En début d'année 2011, il devient champion du Danemark de cyclo-cross juniors, puis passe au cyclisme sur route. Membre de l'équipe ABC Junior, il remporte le championnat du Danemark sur route en devançant Søren Kragh Andersen au sprint. Avec l'équipe de Danemark juniors, il remporte le classement général et deux étapes de la Course de la Paix juniors, se classe troisième du Tour d'Istrie, huitième du Trofeo Karlsberg et contribue ainsi à la deuxième place danoise en Coupe des Nations.
En 2012, Magnus Cort Nielsen court pour l'équipe continentale Concordia Forsikring-Himmerland. Il rejoint l'année suivante l'équipe Cult Energy, dans laquelle il passe deux saisons. Trois jours après avoir dominé la Ronde de l'Oise 2014, le site de la fédération cycliste danoise annonce la signature pour trois ans de Magnus Cort, avec l'équipe World Tour Orica-GreenEDGE. En remportant, en Picardie, ses huitième, neuvième et dixième victoires sur l'UCI Europe Tour 2014, Cort Nielsen conforte sa place de leader du classement individuel. Depuis ses deux succès sur le Tour du Danemark 2013, il était suivi par de nombreuses équipes World Tour, dont notamment Giant-Shimano,. Selon le site officiel d'Orica-GreenEDGE, Magnus Cort fait partie des tout meilleurs, dans la catégorie espoir. Même si de nombreux observateurs le voient comme un sprinteur, le directeur sportif Matthew White le pressent comme un coureur tout-terrain, futur spécialiste des classiques.

### Carrière professionnelle

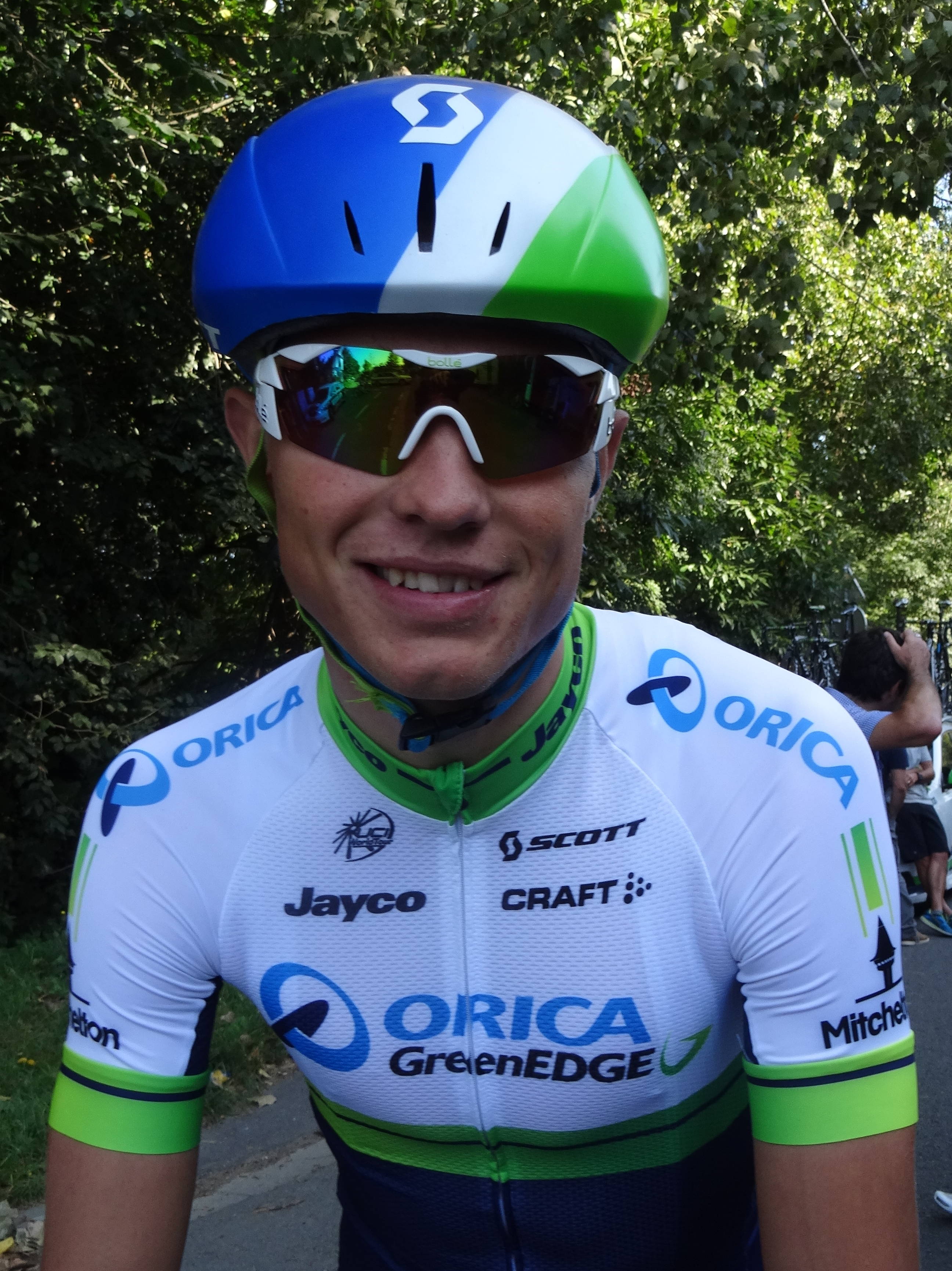
Magnus Cort Nielsen, stagiaire chez Orica-GreenEDGE, lors du départ de la 2e étape de l'Eurométropole Tour 2014.

#### 2015-2017: chez Orica
Durant sa première saison avec Orica, Magnus Cort Nielsen est huit fois classé parmi les dix premiers. Durant l'été 2016, il obtient sa première victoire en s'imposant au sprint devant Moreno Hofland et Daniele Bennati. Il termine deuxième du classement général entre deux autres espoirs du cyclisme danois, Michael Valgren et Mads Würtz Schmidt. Le mois suivant, il est au départ du Tour d'Espagne, son premier grand tour. Troisième de la deuxième étape, il remporte deux étapes en fin de tour, à Gandia (18e étape) et Madrid (20e et dernière étape). En fin de saison, il est sélectionné pour la première fois en équipe de Danemark élite pour le championnat du monde sur route. Il en prend la 29e place.
En 2017, Magnus Cort Nielsen gagne une étape du Tour de la Communauté valencienne et la Clasica de Almeria en début de saison. Au printemps, une chute massive à l'arrivée d'une étape du Tour de Yorkshire lui cause une fracture d'une clavicule. Deuxième de la Ride London-Surrey Classic fin juillet, il est sélectionné pour participer aux championnats d'Europe une semaine plus tard, qu'il termine vingt-cinquième. Il dispute à nouveau la Vuelta et le championnat du monde sur route (29e). Au mois d'août, il s'engage pour les deux années suivantes avec l'équipe Astana,. Pour Alexandre Vinokourov, manager de cette dernière, Magnus Cort Nielsen « a montré au cours de la dernière saison qu'il est capable de remporter des étapes de grands tours, tout en aidant le leader d'équipe luttant pour le classement général. » Chez Astana, Cort Nielsen rejoint trois autres coureurs danois, ainsi que le directeur sportif Lars Michaelsen.

#### 2018-2019: deux saisons contrastées chez Astana
Blessé à la clavicule en décembre, il fait ses débuts avec Astana en février 2018 au Dubaï Tour. Deux fois deuxième et classé parmi les huit premiers des cinq étapes, toutes disputées au sprint, il prend la deuxième place du classement général derrière Elia Viviani et remporte le classement du meilleur jeune. Dans la foulée, il remporte au sprint une étape du Tour d'Oman. Durant la campagne des classiques, il est notamment huitième de Milan-San Remo et vingtième du Tour des Flandres. En mai, il gagne la 2e étape du Tour de Yorkshire et prend le maillot de leader qu'il perd lors de la dernière étape, piégé par les favoris et notamment Greg Van Avermaet. En juillet, il participe à son premier Tour de France, où il s'impose lors de la 15e étape. Un mois plus tard, il remporte à l'issue d'une échappée la 5e étape du BinckBank Tour.
Il connait une deuxième année plus compliquée chez Astana. Il n'obtient qu'un seul succès lors de la 4e étape de Paris-Nice. Il est également quinzième de Milan-San Remo et dix-neuvième du Critérium du Dauphiné.

#### 2020-2023: chez EF
En 2020, il s'engage avec l'équipe américaine EF Pro Cycling. Il fait ses débuts lors de l'Étoile de Bessèges, où il gagne la 2e étape  et le classement par points. En raison de la pandémie de Covid-19, il ne reprend la compétition qu'en août. Après deux podiums sur des étapes de  Tirreno-Adriatico participe au Tour d'Espagne, où il remporte la 16e étape au sprint.
En 2021, il remporte la dernière étape de Paris-Nice et de la Route d'Occitanie. Il participe ensuite au Tour de France, où il est troisième de la 7e étape. Il enchaine avec le Tour d'Espagne, où il s'adjuge trois étapes et le classement de la combativité.
En février 2022, il gagne au sprint la 1re étape du Gran Camiño et porte le maillot de leader le lendemain. Il subit une fracture de la clavicule gauche lors de la dernière étape de Tirreno-Adriatico et manque toute la saison des classiques. Il fait son retour à la compétition en mai où il fait ses débuts sur le Tour d'Italie. Il décroche trois tops 10 d'étapes au cours des trois semaines de course. Vice-champion du Danemark du contre-la-montre, il participe ensuite au Tour de France dont les trois premières étapes se déroulent au Danemark, à domicile. Il se montre très actif en début d'épreuve, prenant l'échappée au cours des 2e, 3e, 4e et 5e étapes, ce qui lui vaut de remporter le prix de la combativité sur deux d'entre elles. Il passe en tête des onze premières ascensions répertoriées sur le Tour 2022, battant le record de Federico Bahamontes, passé en tête de huit ascensions consécutives en 1958. Il porte ainsi le maillot à pois de la 3e à la 9e étape, où il le cède à Simon Geschke. Le lendemain du jour de repos passé à Morzine, Magnus Cort Nielsen participe à l'échappée et remporte à la photo-finish la 10e étape au sommet de l'altiport de Megève, devançant Nick Schultz sur la ligne d'arrivée. Il est testé positif au SARS-CoV-2 avant le départ de la quinzième étape et est contraint à l'abandon. En fin de saison, il est notamment cinquième du Tour du Danemark.
Le 16 mai 2023, il remporte la 10e étape du Tour d'Italie et devient ainsi le 105e coureur à avoir remporté une étape sur chacun des trois grands tours.

#### 2024-: Uno-X Pro
Magnus Cort Nielsen signe un contrat avec l'équipe Uno-X Pro pour les saisons 2024 à 2026. Le 3 juin 2024, il remporte la 2e étape du Critérium du Dauphiné dans les brumes du col de la Loge et s'empare du maillot jaune qu'il ne parvient à conserver qu'une seule journée. En août, il domine l'Arctic Race of Norway eu y remportant une étape à Bodø et le classement général ainsi que des podiums sur deux autres étapes. En octobre, il termine la saison en gagnant en solitaire la Veneto Classic.

## Palmarès sur route

### Par année
| - 2011 - Champion du Danemark sur route juniors - Course de la Paix juniors : - Classement général - 3eb et 4e étapes - 3e du Tour d'Istrie - 2012 - 2e du championnat du Danemark sur route espoirs - 2013 - 6e étape du Tour de Thuringe - 1re étape du Tour de Liège - 1re et 4e étapes du Tour du Danemark - 3e du Tour des Flandres espoirs - 3e de l'Himmerland Rundt - 2014 - Vainqueur de la Post Cup - Istrian Spring Trophy : - Classement général - 1re et 2e étapes - Himmerland Rundt - Destination Thy - Ringerike Grand Prix - Ronde de l'Oise : - Classement général - 3e et 4e étapes - 3e étape du Tour des Fjords - 1re étape du Tour du Danemark - 2e du Tour des Fjords - 2e du championnat du Danemark du contre-la-montre par équipes - 2015 - 10e du Grand Prix Ouest-France de Plouay - 2016 - 2e étape du Tour du Danemark - 18e et 21e étapes du Tour d'Espagne - 2e du Tour du Danemark - 2017 - 3e étape du Tour de la Communauté valencienne - Clásica de Almería - 2e de la RideLondon-Surrey Classic - 2018 - 4e étape du Tour d'Oman - 2e étape du Tour de Yorkshire - 15e étape du Tour de France - 5e étape du BinckBank Tour - 2e du Dubaï Tour - 8e de Milan-San Remo | - 2019 - 4e étape de Paris-Nice - 2020 - 2e étape de l'Étoile de Bessèges - 16e étape du Tour d'Espagne - 2021 - 8e étape de Paris-Nice - 4e étape de la Route d'Occitanie - Tour d'Espagne : - Prix de la combativité - 6e, 12e et 19e étapes - 2022 - 1re étape du Gran Camiño - 10e étape du Tour de France - 2e du championnat du Danemark du contre-la-montre - 2023 - 2e et 3e étapes du Tour de l'Algarve - 10e étape du Tour d'Italie - 3e du Tour du Danemark - 2024 - 2e étape du Critérium du Dauphiné - Arctic Race of Norway : - Classement général - 4e étape - 2e étape du Tour du Danemark - Veneto Classic - 2e du Tour du Danemark - 3e de la Bretagne Classic - 2025 - 1re, 2e et 5e étapes du Gran Camiño - 2e d'Eschborn-Francfort - 3e du Gran Camiño - 6e des Strade Bianche - 6e de Milan-San Remo |  |

### Résultats sur les grands tours

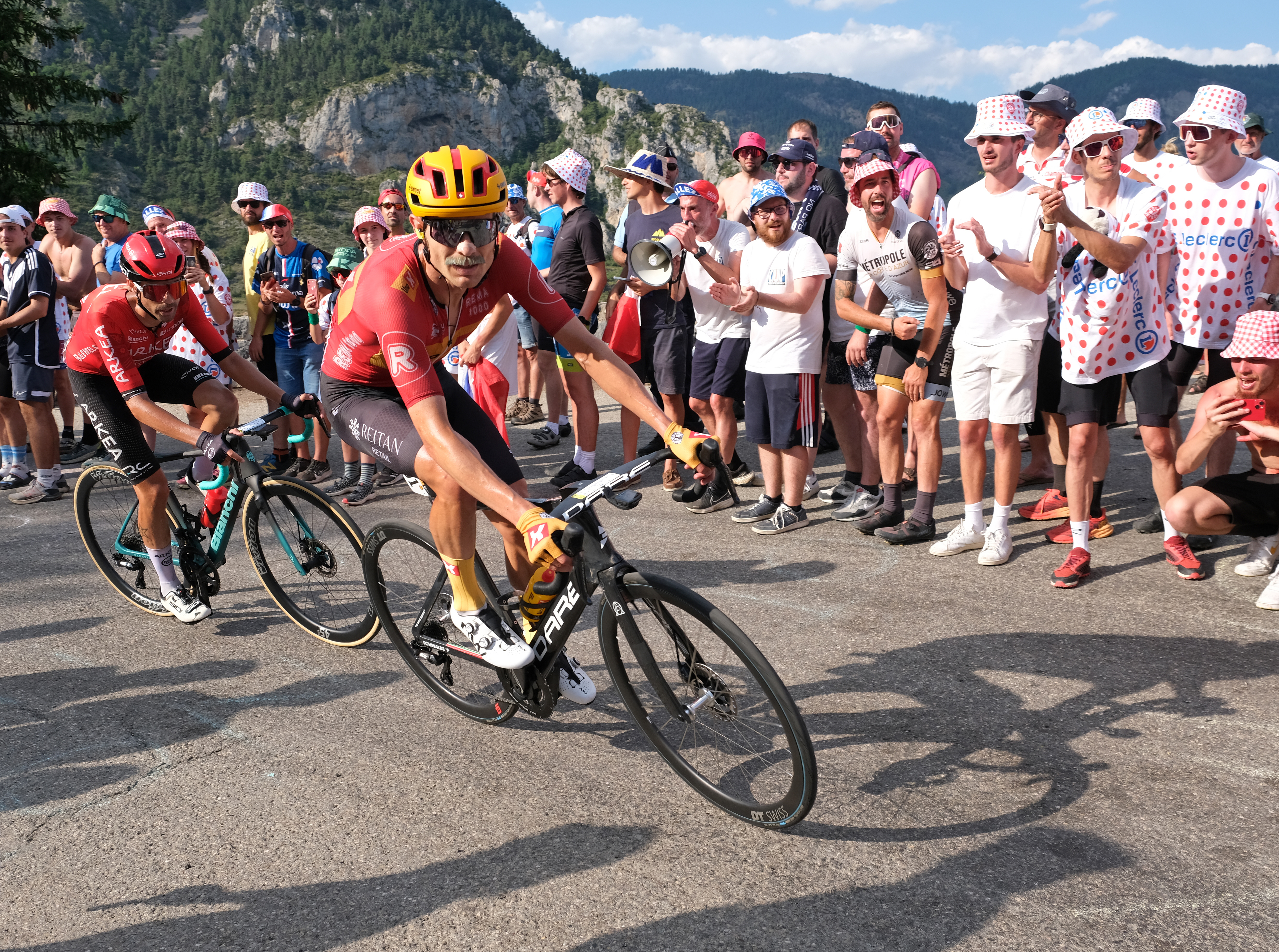
Magnus Cort lors du Tour de France 2024

#### Tour de France
7 participations
- 2018 : 68e, vainqueur de la 15e étape
- 2019 : 104e
- 2021 : 56e
- 2022 : non-partant (15e étape), vainqueur de la 10e étape
- 2023 : 96e
- 2024 : 57e
- 2025 : 130e

#### Tour d'Italie
2 participations
- 2022 : 95e
- 2023 : 62e, vainqueur de la 10e étape

#### Tour d'Espagne
4 participations
- 2016 : 133e, vainqueur des 18e et 21e étapes
- 2017 : 126e
- 2020 : 67e, vainqueur de la 16e étape
- 2021 : 77e, vainqueur des 6e, 12e et 19e étapes et du  prix de la combativité

### Classements mondiaux
| Année                                 | 2012  | 2013 | 2014 | 2015 | 2016 | 2017 | 2018 | 2019 | 2020 | 2021 | 2022 | 2023 | 2024 |
| ------------------------------------- | ----- | ---- | ---- | ---- | ---- | ---- | ---- | ---- | ---- | ---- | ---- | ---- | ---- |
| UCI World Tour                        |       |      |      | 168e | 101e | 86e  | 93e  |      |      |      |      |      |      |
| Classement mondial                    |       |      |      |      | 94e  | 101e | 102e | 468e | 274e | 107e | 181e | 136e | 64e  |
| UCI Europe Tour                       | 1091e | 101e | 4e   |      | 52e  | 219e | 909e | 364e | 224e | 91e  | 148e | nc   | 52e  |
| UCI Asia Tour                         | nc    | nc   | nc   |      | 259e | nc   | 19e  |      |      |      |      |      |      |
| UCI Africa Tour                       | 156e  | nc   | nc   |      | nc   | nc   | nc   |      |      |      |      |      |      |
|                                       |       |      |      |      |      |      |      |      |      |      |      |      |      |
| Légende : nc = non classéSource : UCI |       |      |      |      |      |      |      |      |      |      |      |      |      |

## Palmarès en cyclo-cross
- 2010-2011
  -  Champion du Danemark de cyclo-cross juniors